# Травля медведя
Травля медведя, беар-бейтинг (англ. Bear-baiting) — кровавая забава с участием медведей и травильных собак.

## Беар-бейтинг в Англии
Данный вид кровавого развлечения был популярен в Англии до середины XIX века. Начиная с XVI века на специальных аренах погибло огромное множество медведей. Типичная арена для травли медведя представляла собой круглую площадку, огороженную высоким забором, так называемый «медвежья яма» (bear pit). На возвышении вокруг площадки размещались места для зрителей. Всё вместе это называлось «медвежьим садом» (bear-garden). В землю был врыт столб, к которому цепью приковывали медведя, за лапу или за шею. На него спускали специально натасканных собак. По мере того как собаки погибали, получали увечья или просто выдыхались от битвы с медведем, их заменяли свежими. Иногда медведя могли спустить с цепи, или он мог с неё сорваться и гоняться за животными и людьми. Известны случаи, когда медведя предварительно ослепляли.
Долгое время главным «медвежьим садом» Лондона был Пэрис-Гарден (англ.) в районе Саутварк.

### История
По всей видимости, британцы позаимствовали традицию устраивать травли животных от римлян. По одной из версий, римляне сами завезли беар-бейтинг и другие подобные развлечения в то время, когда большая часть Британии находилась под их управлением (55 г. до н. э. — 350 г. н. э.). С другой стороны, по имеющимся в распоряжении исследователей летописям можно сделать вывод, что медвежьи бои, по примеру римлян, стал устраивать англосаксонский король Эдуард Исповедник.
Генрих VIII был большим любителем развлечений и в своей резиденции Уайтхолл устроил «медвежий ров». Уже после его смерти английский поэт Роберт Кроули посвятил беар-бейтингу следующие возвышенные строки, одним из первых упомянув о «медвежьем саду» в Пэрис-Гардене:

О медвежьих боях. 

Что за безумие — держать у себя, невзирая на риск, 

Огромного мастифа и грязного уродливого медведя; 

И все только для того, чтобы увидеть, как они подерутся, 

Разрывая друг друга, — что за отвратительное зрелище. 

Но все же, думаю, наибольшие глупцы — те люди, 

Которые, хоть и имеют очень мало денег, 

Однако каждое воскресенье непременно отдают 

Один-два пенни в доход вожакам медведей. 

В Пэрис-Гардене каждое воскресенье наверняка 

Встретишь две-три сотни, к выгоде вожаков медведей. 

Оригинальный текст (англ.)
Of Bearbaytynge. 

What follye is thys, to kepe wyth daunger, 

A greate mastyfe dogge and a foule ouglye beare; 

And to thys onelye ende, to se them two fyght, 

Wyth terrible tearynge, a full ouglye syght. 

And yet me thynke those men be mooste foles of all, 

Whose store of money is but verye smale, 

And yet euerye Sondaye they will surelye spende 

One penye or two, the bearwardes lyuyng to mende. 

At Paryse Garden eche Sundaye, a man shall not fayle 

To fynde two or three hundredes, for the bearwardes vaile 

Дочери Генриха VIII Елизавете I тоже не были чужды развлечения; она устраивала их во множестве. Когда Парламент принял решение о запрете травли по воскресеньям, она это решение отменила.
Травля медведей была весьма дорогим развлечением, по сравнению с остальными видами кровавых состязаний. Зрелище пользовалось высочайшим покровительством в Лондоне, хотя широко проводилось и по всей стране. Королевский двор устраивал представления с медведями как для высоких иностранных гостей, так и, иногда, для простого люда.
Фаворит Елизаветы I сэр Уолтер Рейли утверждал, что как достопримечательность Лондона «медвежий сад» не уступает по важности Вестминстерскому аббатству и в обязательном порядке должен демонстрироваться иностранцам.
Сохранилось письмо некоего Роберта Лейнема (Robert Laneham), описывающего представление, данное Робертом Дадли, графом Лестер в Замке Кенилворт в 1575 году :

Четверг, 14 июля, шестой день пребывания Её Величества, огромный выбор мастиффов на привязи во внешнем дворе и тринадцать медведей во внутреннем…
Да, сэр, медведей завели во внутренний двор, собак приставили к ним, нос к носу. Затем тщательно убедились, нет ли у одной из сторон явного преимущества, дабы не пришлось сдерживать другую. Мне об этом трудно судить. И медведи, и собаки очень сильны, и многое решает бойцовская страсть. Если собака в защите вцепится медведю в горло, у того остаётся возможность содрать с неё шкуру когтями

Оригинальный текст (англ.)
Thursday, the fourteenth of July, and the sixth day of her Majesty’s coming, a great sort of bandogs [mastiff] were then tied in the outer court and thirteen bears in the inner…
Well, sir, the bears were brought forth into the court, the dogs set to them, to argue the points even face to face. They had learned counsel also on both parts, what may they be counted partial that are retained but to one side? I know not. Very fierce, both one and the other, and eager in argument. If the dog in pleading would pluck the bear by the throat, the bear with traverse would claw him again by the scalp, confess and a list, but avoid it could not that was bound to the bar, and his counsel told him that it could be to him no policy in pleading. 

Therefore, with fending & proving, with plucking and tugging, scratching and biting, by plain tooth and nail on one side and the other, such expense of blood and leather [skin] was there between them, as a months licking (I think) will not recover, and yet remain as far out as ever they were. 

It was a sport very pleasant, of these beasts, to see the bear with his pink eyes leering after his enemies approach, the nimbleness and wayt [wait] of the dog to take his advantage, and the force and experience of the bear again to avoid the assaults. If he were bitten in one place, how he would pinch in another to get free, that if he were taken once, then what shift, with biting, with clawing, with roaring, tossing and tumbling, he would work to wind himself free from them. And when he was loose, to shake his ears twice or thrice with the blood and the slather about his physiognomy, was a matter of goodly relief.

Кроме медведей, в Англии травили самых разнообразных животных, но особенно часто — быков (буль-бейтинг). В 1623 году испанскому послу была продемонстрирована травля в Пэрис-Гарден:

Продемонстрировали все возможные виды травли на быка, лошадь и медведя, а также на ослов и обезьян. А затем устроили бой белого медведя с собаками в водах Темзы, что, несомненно, является зрелищем непревзойдённым.

Безуспешные попытки прекратить кровавое зрелище предпринимались ещё в XVI веке пуританами. 12 января 1583 года при обрушении арены в Пэрис-Гардене погибли зрители, и пуритане увидели в этом событии гнев Бога, впрочем не за жестокость по отношению к животным, а за то, что развлечение проводилось по воскресеньям.
К концу XVII века всё большее число образованных граждан выступало за прекращение насилия, но травля всё ещё остаётся популярным и престижным видом развлечений. Состязания были приостановлены во время Великой эпидемии чумы (1665—1666), но вскоре были возобновлены. Так, 3 марта 1682 года свидетелями гибели нескольких собак в «медвежьем саду» стали посол Марокко и герцог Альбермальский. После Славной революции (1688) развлечение лишилось поддержки двора, и популярность Пэрис-Гарден пошла на убыль. Однако любовь народа к травлям была очень сильна, и вскоре центром зрелищ стал новый «медвежий сад» в Хокли-ин-зе-Хоул, одном из районов Клеркенуэлла.
К концу следующего, XVIII века, развлечение вышло из моды, перестало быть привилегией королевских особ и аристократии и полностью перешло на потребу простолюдинов. Окончательно вопрос был решён в 1835 году, когда беар-бейтинг был запрещён парламентом «Законом о жестоком обращении с животными» (Cruelty to Animals Act 1835). Несмотря на это, медвежьи травли продолжали проводиться нелегально ещё довольно продолжительное время по всей Британской Империи. Последняя известная травля была проведена в маленьком городке Ноттингли (Knottingley).

### Популярность беар-бейтинга в средневековой Англии
По популярности конкуренцию медвежьим травлям в позднем средневековье могли составить только травли быков (буль-бейтинг).
Некоторые медведи, чьи выступления пришлись на пик популярности зрелища, стали настоящими «звёздами» ринга. Так, во времена правления Якова I медведь по кличке Джордж Стоун после своего первого же боя прославился «от края до края земли». Уильям Шекспир в комедии «Виндзорские насмешницы» (1602) упоминал медведя по кличке Сэкерсон, вероятно, существовавшего в действительности.
При Якове II (1685—1688) блистал ещё один медведь, Юный Черныш, принадлежавший ирландцу О’Салливану. За один день он вышел победителем из 22 схваток с лучшими собаками страны по схеме «один на один» и «один против двоих». Правда, выступал он всегда в «протекторах» (железный ошейник и намордник), которые его защищали. В конце концов Юный Черныш погиб в схватке с тремя собаками, проводившейся без защитных протекторов.
О популярности беар-бейтинга говорит тот факт, что многие пастыри привлекали прихожан под своды церквей с помощью травли медведей. Известна история, якобы произошедшая в 1612 году в Конглтоне. Согласно слухам, настоятель продал церковную Библию, чтобы купить боевого медведя. Скорее всего, дело обстояло иначе: медвежьему попечителю нужны были деньги на покупку медведя к празднику, и он обратился в городской совет, который постановил выделить средства, отложенные на покупку новой Библии. Похожая история случилась и в поселке Клифтон, в двух милях от Регби. Каковы бы ни были реальные обстоятельства этих случаев, они показывают, сколь важное место занимали медвежьи бои в жизни англичан того времени.

## Травля медведей в Пакистане
В настоящее время травли медведей проводятся в двух провинциях Пакистана — Синде и Пенджабе, несмотря на то, что они были запрещены не позднее 2005 года. Зрелища устраивают преимущественно местные землевладельцы, используя принадлежащих им бойцовых собак; как правило, вымесков, похожих на питбуль-терьеров.
Медведя привязывают на верёвке длиной 2-5 метров в центре арены. Часто ему предварительно удаляют клыки, а иногда и спиливают когти, чтобы уменьшить преимущество перед собаками. Каждый бой длится около трёх минут, но обычно одному медведю предстоит провести несколько схваток за день. Собакам, повалившим медведя на землю, присуждается победа.
Медведей, гималайских и бурых, для нелегальных боёв, как правило, поставляют браконьеры. Статус гималайского медведя в Красной книге Всемирного союза охраны природы обозначен как «уязвимый». Отлов медвежат запрещён в трёх из четырёх провинций Пакистана: в Синде с 1972 года, в Пенджабе (с 1974) и в Северо-западной пограничной (с 1975).
Беар-бейтинг запрещён на всей территории Пакистана ещё с 1890 года (в составе Британской империи). Природоохранные ведомства Пакистана в сотрудничестве с активистами в защиту природы прилагают усилия для искоренения травли медведей на территории страны, и достигли некоторых успехов.
Бои животных противоречат Корану. Защитники природы убеждают имамов мечетей в тех районах, где проходят травли, включать обращения против насилия и жестокости к животным в пятничные намазы.
Зоологический парк Кунд на северо-западе страны открыт в 2001 году Всемирным обществом защиты животных (WSPA). В нём содержатся медведи, конфискованные у браконьеров и населения, животных адаптируют к возвращению в дикую среду.

## В США
Термин «беар-бейтинг» иногда используют не для обозначения кровавого спорта. Так называют один из способов охоты на медведя, запрещённый в некоторых американских штатах. Медведя подкармливают мясом или сладостями, каждый день в строго определённое время оставляя приманку в одном и том же месте. Когда охотник убеждается, что медведь ежедневно появляется у приманки, он устраивает засаду и убивает его. Защитники животных сообщают, что беар-бейтинг запрещён в 18 из 27 штатов, где разрешена охота на медведей. Закон пока не принят на Аляске, а также в штатах Айдахо, Мэн, Мичиган, Миннесота, Нью-Гэмпшир, Юта, Висконсин и Вайоминг. Например, в штате Висконсин в 2002 году охотники добыли 2415 медведей, из которых 1720 стали жертвами беар-бейтинга. В штате Мэн в 2001 году убито 3903 медведя, добыча бейтеров составила 3173 медведя.